# Koczetowka (rejon insarski)
Koczetowka (ros. Кочетовка) – wieś (sieło) w Rosji, w Mordowii, w rejonie insarskim. W 2010 liczyła 488 mieszkańców.